# Hammelburg
Hammelburg è un comune tedesco di 11 779 abitanti, situato nel land della Baviera.
È bagnato dalla Saale di Franconia, un affluente del Meno.

## Amministrazione

### Gemellaggi
- Turnhout